# 深海探査艇

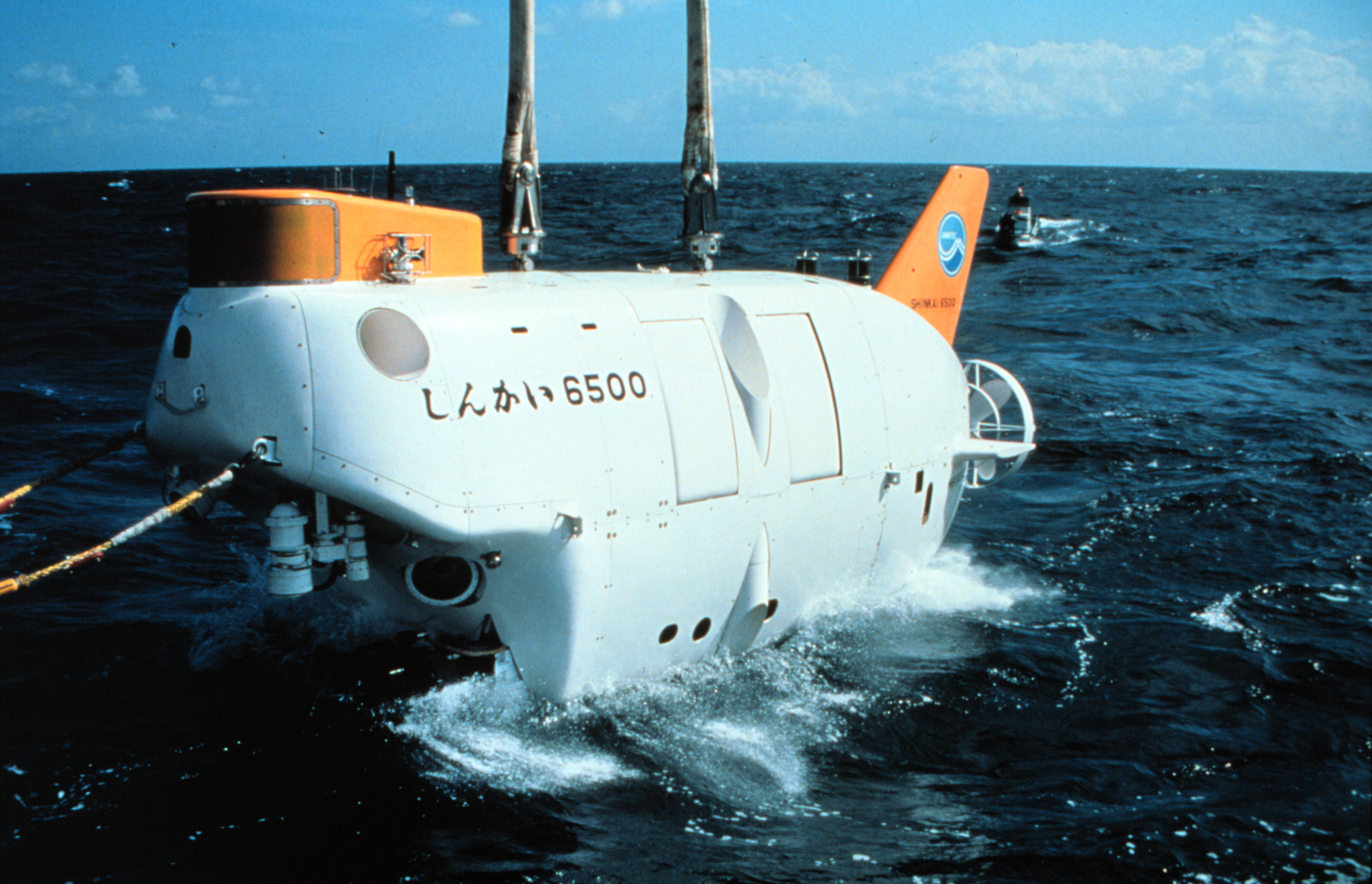
しんかい6500

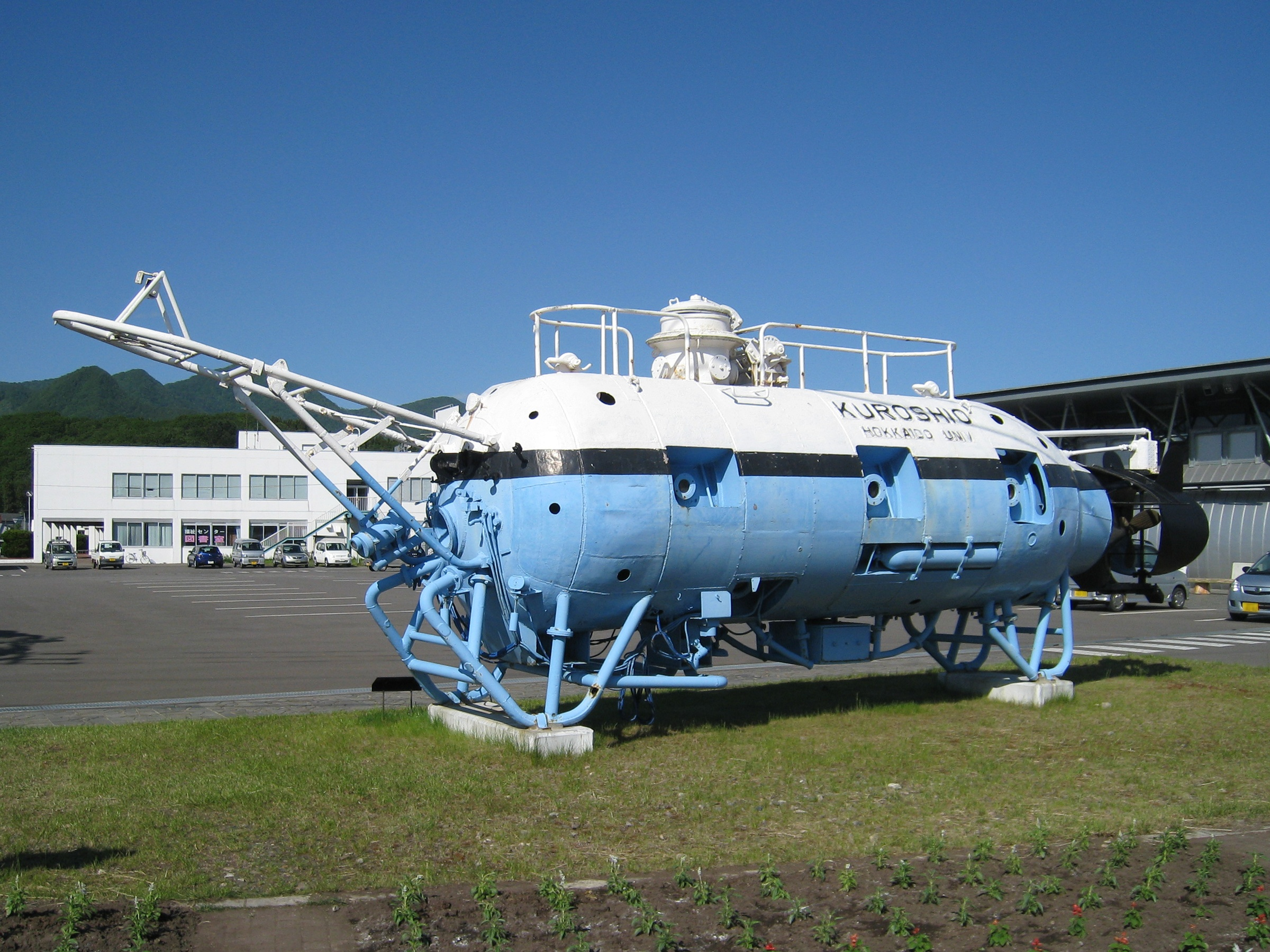
くろしお2号 - 青函トンネル建設時の海洋底の地質調査に活躍した

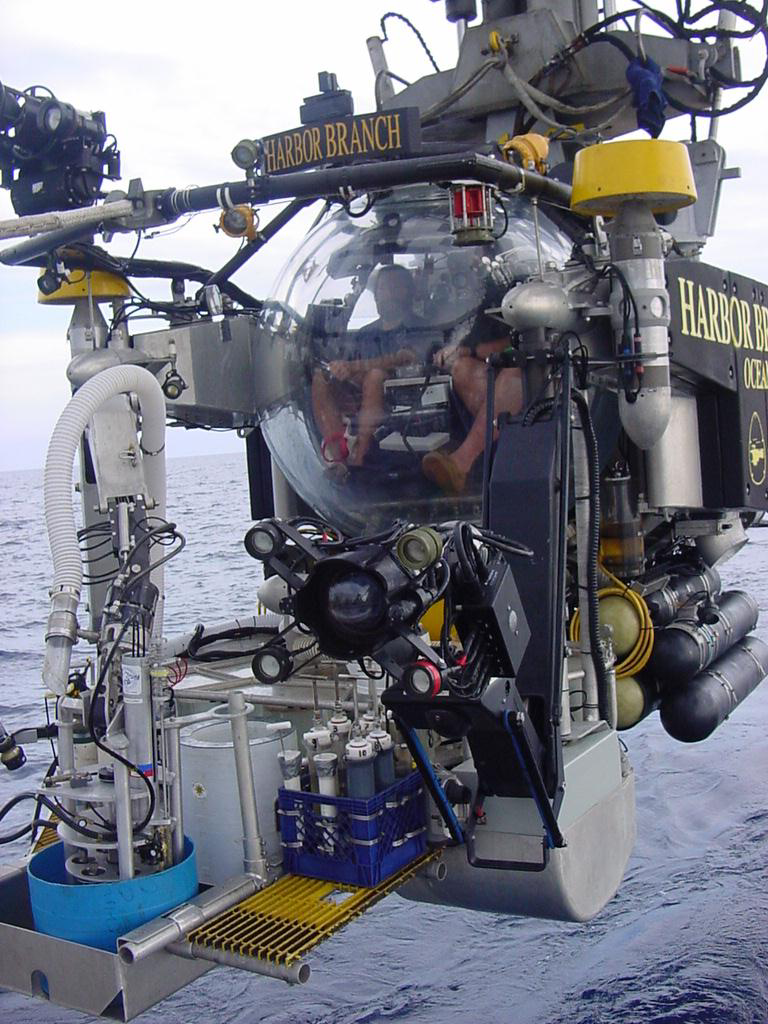
全周がアクリル樹脂製のJohnson Sealink

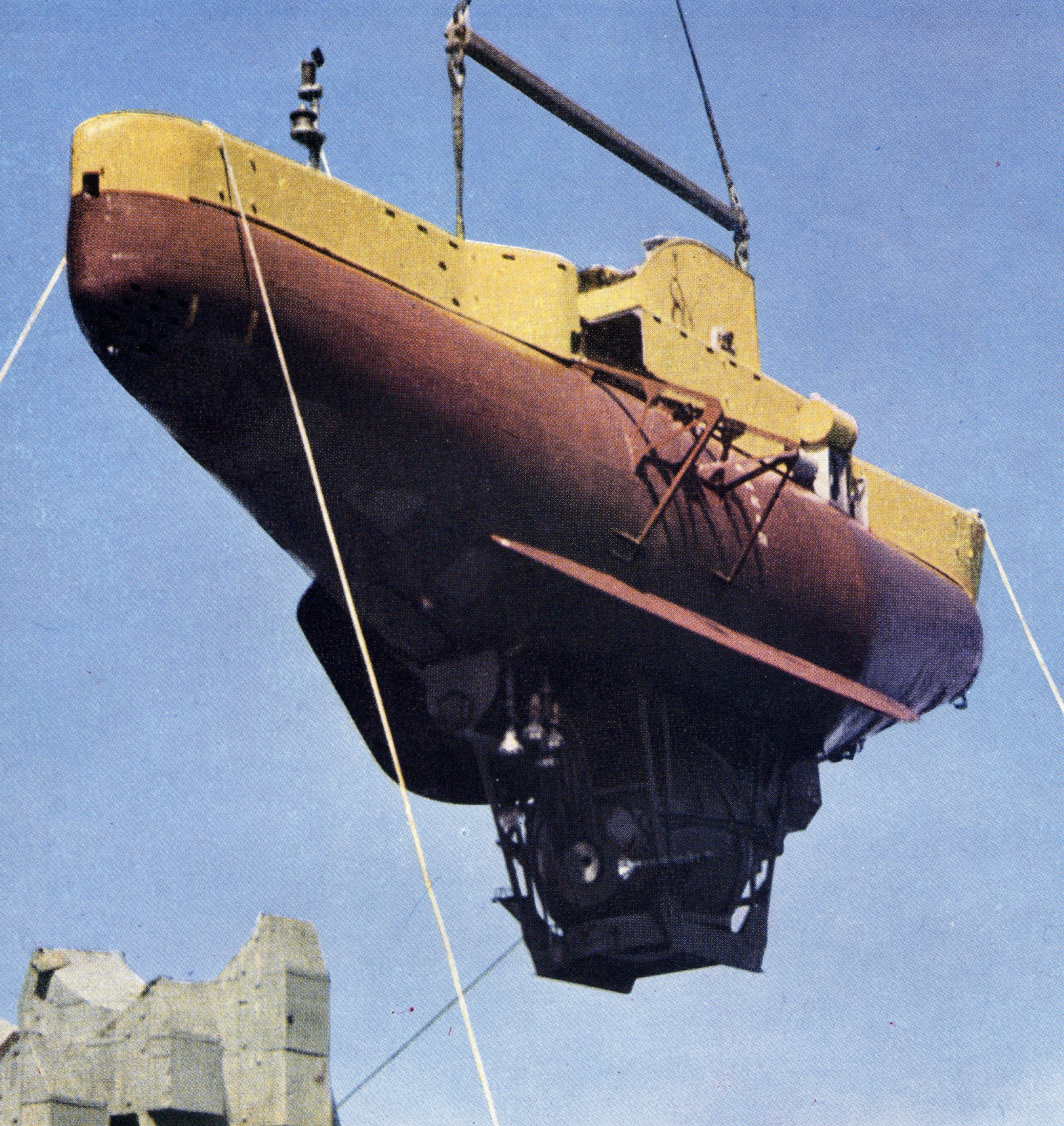
フランス海軍のFNRS-3

深海探査艇（しんかいたんさてい、英語：Deep-submergence vehicle, DSV）とは、深海を探査する目的に供される潜水艇である。

## 構造
ここでは近年の艇の特徴を主として述べる。以前の類型などについてはバチスカーフの記事なども参照のこと。
球形の耐圧殻があり、蓄電池から電力が供給されるようになっている。乗組員の吐き出す二酸化炭素はアルカリ性の吸収剤で炭酸塩として吸収する。ビデオレコーダーやカメラを備えている。
耐圧殻は以前は高張力鋼が用いられていたが、1980年代頃からはチタン製が主流となっている。また水深の浅い水域用には全周がアクリル樹脂でできているものもある。耐圧殻の安全基準に関して日本は他国よりも厳しいルールがあり、設計深度×1.5＋300メートルという構造強度基準で、しんかい6500では水深10,050mの水圧に耐えられる耐圧殻の設計となっている一方、中国では国際標準化機構(ISO)部会に対し、6,000mの深度については適用圧力を設計潜水深度の1.1∼1.25倍でよいではないかと提案していて米国も設計潜水深度×1.25を適用圧力としている。そのため、蛟竜の方が軽く、しかも大きな径の耐圧殻を装備しているにもかかわらず、潜航深度が大きい。
超音波で母船に画像や音声を送ることが出来るが、帯域が限られているので伝送容量に限界があり、動画を送る事は出来ない。デジタル圧縮技術の進展で以前に比べ、ある程度は改善されてはいるが、依然、この問題は解決されていない。そのため、使い捨ての光ファイバーを映像等の広帯域と必要とする伝送に使用する例があるが放棄された光ファイバーによる環境への悪影響が懸念される。
電動機は無整流子電動機の技術確立後はこれが主流である。バッテリーは以前は銀亜鉛電池を用いており、充電時に亜鉛の樹状結晶が成長し、セパレータに悪影響を与え、最悪の場合短絡するためサイクル寿命が短かったが、21世紀にはリチウムイオン電池が広まっている。高容量で低温でも放電特性が優れており、サイクル寿命が長い為、経費削減に寄与する。
浮力材には、バチスカーフではガソリンが用いられたが、現在ではシリカのマイクロバルーンをエポキシ樹脂で固めたシンタクチックフォームが用いられる。船体の傾斜を調整する為に従来は水銀が使用されていたが、近年ではシークリフやタートルのように水銀の代わりに数珠状につなげたタングステンのボールを移動させる事により重心を移動する機種もある。比重の重いタングステンのボールと半分は浮力材で出来たボールが連なっており片側にタングステンのボールが入り、同じ数だけ反対側のタンクに浮力材が入る事で移動した体積を補う。

## 運用中の潜水探査艇
1970年代までは各国で有人潜水調査艇が建造されたが、1980年代以降は遠隔操作無人探査機(ROV)の性能が向上し、有人潜水調査艇の建造数は一時期下火になっていたものの、近年、記録の樹立やレクリエーション用等、乗る事を目的として数々の新技術を投入した有人潜水艇の新たな建造例が散見される。遠隔操作無人探査機の支援母船等も含めた運用経費は同深度の潜水能力を持つ有人潜水艇と比較して1/10以下であるとされる。また、技術の進歩により、従来有人でなければ不可能だった分野でも無人機で可能になりつつある。また、タイタニック号の調査のように有人潜水艇から無人潜水艇を制御する運用も実施される。ケーブルでの操作を必要としない自律型無人潜水機も開発され、長距離の連続航行が可能となった。
- 日本
  - しんかい6500 - 有人探査機
  - かいこう - 無人探査機
  - うらしま - 自律型無人探査機
  - ゆめいるか - 自律型無人探査機
- オーストラリア
  - ディープシーチャレンジャー - ジェームズ・キャメロンによって2012年3月26日、マリアナ海溝のチャレンジャー海淵の最深部（8,221 m）に到達した。
- フランス
  - ノティール ‐ 6000m級。
- アメリカ合衆国
  - アルビン
  - パイシーズ - カナダで10台が製造され、現在は4号機と5号機をアメリカ海洋大気庁が運用
  - ディープローバー
  - トライトン
  - リミティング・ファクター - 14,000msw
- ロシア
  - ミール1&2
  - KONSUL（ロシア語版） - 海軍が運用する6,270mまで潜航できる潜水艇[1]。
  - プリズ級深海救難艇 - 1000mまで潜航できるチタン製の耐圧殻を備えるロシア海軍の深海救難艇。4隻が建造された。これらの潜水艇は20人を深海から救助できる。通常の運行では2名から4名の乗員で2日から3日間潜航できる。2005年8月4日にカムチャツカ半島の沖合いでAS-28が放置されていた魚網に絡まりイギリスの遠隔操作無人探査機「スコーピオ(en)」によって救助された。
- 中国
  - 深海勇士号（中国語版） - 4500ｍ級。
  - シーポール級潜水艇 - 水深7000mまで潜航可能
  - 蛟竜号 ‐ 	7,500m級
  - 奮闘者号（中国語版） - 水深1万909mからサンプルを回収した有人潜水艇[2][3]。

## 過去の潜水探査艇
- 日本
  - 西村式豆潜水艇1号
  - 西村式豆潜水艇2号
  - くろしお - 青函トンネルの建設予定地の海底の地質調査に使用された。
  - よみうり号
  - PC-18 - 船の科学館に展示されていた
  - しんかい - 呉市海事歴史科学館（大和ミュージアム）に展示
  - しんかい2000 - 2012年7月より新江ノ島水族館に展示
  - はくよう - 深田サルベージ建設が所有していた有人潜水調査艇。2013年12月よりいおワールドかごしま水族館で展示
  - たんかい - 船の科学館に展示されていた
- アメリカ合衆国
  - トリエステ - 海軍博物館に保存
  - トリエステⅡ - ワシントン州の海軍海中博物館に保存
  - アルミノート - バージニア科学博物館にて常設展示
  - タートル - コネチカット州のミスティック水族館で展示
  - ネモ - アルビンと同機種の深海潜水艇でアメリカ海軍が運用していた。1998年に退役
  - シークリフ - 遠隔操作無人探査機を運用した。
  - ジョンソン・シー・リンク
  - NR-1 - アメリカ海軍最小の原子力潜水艦。着底後、海底を艦底前後に設けられた各一軸二輪(計四輪)の特殊な大型バルーンタイヤで移動出来た。2008年退役
- フランス
  - FNRS-3 - FNRS-2を改造
  - サイアナ - 海洋博物館に展示
  - アルシメード - 海洋博物館に展示
  - SP-350
  - SP-500
- ベルギー
  - FNRS-2 - オーギュスト・ピカールが開発した世界初のバチスカーフ
- イタリア
  - トリエステ - アメリカ海軍が購入、海軍博物館に保存
- スイス
  - ベン・フランクリン (PX-15) - カナダのバンクーバーにて保存
- カナダ
  - パイシーズ - 10台が製造され、現在は4号機と5号機をアメリカ海洋大気庁が運用